# اسکوربیل استیرات
اسکوربیل استیرات (به انگلیسی: Ascorbyl stearate) با فرمول شیمیایی C۲۴H۴۲O۷ یک ترکیب شیمیایی با شناسه پاب‌کم ۱۰۳۴۳۷۸۴ است. که جرم مولی آن ۴۴۲٫۵۸۶ g/mol می‌باشد. 